# Ordine basiliano di San Giovanni Battista
L'Ordine basiliano di San Giovanni Battista (in latino Ordo basilianus Sancti Iohannis Baptistae Soaritarum Melkitarum; in francese Ordre basilien Choueirite) è un istituto religioso maschile di diritto pontificio del rito greco-melchita: i monaci dell'ordine, detti soariti, pospongono al loro nome la sigla B.C.

## Storia
L'ordine sorse nel 1710 per iniziativa di un gruppo di monaci del cenobio di Nostra Signora di Belmonte, presso Tripoli, favorevoli a ristabilire l'unità dei cristiani melkiti con Roma. I padri Georges Samman e Soléiman Kisri, con l'approvazione del patriarca Cirillo V Zaïm, si stabilirono presso un antico santuario dedicato a san Giovanni Battista, nei pressi del villaggio di Chouéir, e acquistarono dall'emiro Najem Abillamah la grande proprietà di Béit-Haile.
I monaci di San Giovanni Battista crebbero rapidamente di numero e nel 1720 tennero il loro primo capitolo e iniziarono a spargersi a Beirut, Homs, Hama, Baalbek e nei villaggi di montagna: all'ordine si unirono anche gli antichi monasteri di Nostra Signora di Ras-Baalbek, Sant'Isaia di Broumana e Sant'Elia di Shawaïa.
L'ordine fondò in tutto il Libano e in Siria parrocchie cattoliche ma l'attività missionaria dei monaci incontrò la forte opposizione di quanti osteggiavano la comunione dei melkiti con la sede apostolica: per le loro pressioni le autorità civili dispersero la comunità di Ras-Baalbek (1725) e tolsero all'ordine i monasteri di San Giovanni Battista di Chouéir e di Sant'Elia di Shwaïa (1728), riacquistati dall'ordine rispettivamente nel 1729 e nel 1731.
I monaci di San Giovanni Battista adottarono le regole brevi e lunghe di san Basilio, tradotte in arabo da Teofilo Fares, e le costituzioni dei monaci antoniani maroniti: papa Benedetto XIV approvò la legislazione dell'ordine con il breve Ecclesiae catholicae regimini dell'11 giugno 1757; papa Clemente XII donò ai monaci il convento di Nostra Signora della Navicella, come residenza per i religiosi inviati dall'ordine a Roma per motivi di studio.
Nella prima metà del XIX secolo l'ordine subì numerose persecuzioni: in seguito a quelle del 1818 i basiliani vennero espulsi da Aleppo e, in seguito a queste circostanze, l'ordine soarita si divise in due rami, quello dei baladiti e quello degli aleppini, e gli aleppini nel 1829 andarono a costituire un ordine autonomo.
Nel 1934 la congregazione per le Chiese Orientali approvò delle costituzioni comuni per i tre ordini basiliani melchiti e nel 1955 l'ordine venne dichiarato non monastico.

## Attività e diffusione
I basiliani di San Giovanni Battista si dedicano alla cura pastorale dei fedeli nelle parrocchie, all'insegnamento e all'educazione della gioventù.
Oltre che in Libano, sono presenti in Argentina, Australia e America del Nord. Il superiore generale dell'ordine è l'archimandrita del couvent Saint-Jean di Khonchara, in Libano.
Alla fine del 2015 l'ordine contava 8 case e 44 membri, 35 dei quali sacerdoti.